# バーイダ

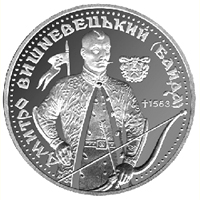
上の絵を元に鋳造された10フリヴニャ記念硬貨

バーイダ(バイダ；ウクライナ語:Байдаバーイダ)は、ウクライナの民謡に登場する人物である。

## 概要
バーイダは、ウクライナで最も知られた民謡のひとつである『バーイダの歌』の主人公である。祖国への愛国心の具象化と看做され、特に長年ウクライナの仇敵であったトルコ・タタールに対する実在の戦士たちの集合像とされる。
バーイダに関するバリアントは、よく知られたものだけでも40を越える。また、ウクライナの民間における再話・口承による民間伝承では、バーイダのイメージは歴史上の実在の人物であるドムィトロー・ヴィシュネヴェーツィクィイと結び付けられ、この16世紀のヘーチマンがしばしば「バーイダ」と渾名されたり、「ドムィトロー・バーイダ＝ヴィシュネヴェーツィクィイ」と書かれたりすることもある。